# Retrato de Isabel de Portugal (Tiziano)
El retrato de Isabel de Portugal es una obra del pintor renacentista Tiziano  realizada en 1548, conservándose en la actualidad en el Museo del Prado de Madrid, procedente de la Colección Real.

## Historia
A la muerte de su esposa Isabel (1539), el emperador Carlos no disponía de ningún retrato que considerase digno de ella, por lo que solicitó a uno de sus pintores favoritos, Tiziano, que le hiciera uno. El pintor, que nunca había visto a la retratada, se basó en un retrato anterior, en el que se representaba a la emperatriz con traje negro, hoy desaparecido, pues ardió en el incendio del Palacio del Pardo de 1604. El autor de ese cuadro primigenio es referido en distintas fuentes como un pintor "desconocido" o "de segunda fila". Fuentes italianas contemporáneas (Pietro Aretino) citan ese retrato de la emperatriz calificándolo de trivial, posiblemente por no adecuarse al gusto italiano, pero molto simile al vero, e indican que complacía al emperador, al menos lo suficiente como para basar en él el encargo de Tiziano. Entre las posibles atribuciones a este cuadro desaparecido están distintos maestros de fuera de Italia, como el español Diego de Arroyo, los flamencos Scrouts y Vermeyen, o el austríaco Seisenegger.
Se ha averiguado que Tiziano reutilizó un lienzo ya pintado para su retrato de Isabel, pues a través de los análisis por radiografía se ha distinguido una figura femenina. Tiziano pintó en un primer momento a la emperatriz con la nariz un tanto aguileña. Presentó el cuadro en la corte en 1545; el emperador solicitó al artista que lo retocara, tal y como había hecho en ocasiones anteriores con el prognatismo en diversos retratos de Carlos. Tiziano se trasladó a Augsburgo en 1548 para retocar el cuadro.
La querencia del emperador hacia este retrato lo atestigua el que esté documentado que lo acompañó en su retiro de Yuste. El cuadro estuvo en el Monasterio de las Descalzas Reales de Madrid, posteriormente en el Alcázar de Madrid, en el Palacio Real, y finalmente ingresó en el Prado.

## Descripción
La retratada es Isabel de Portugal, esposa de Carlos I de España e hija del rey Manuel I de Portugal. El retrato sigue un esquema clásico ya utilizado por Rafael o Leonardo da Vinci, en el que la modelo se sitúa sentada, abriéndose junto a ella un ventanal en el que se adivina un paisaje. El paisaje dota de profundidad a la composición, además de servir como contraste cromático con la figura de la emperatriz, pues predominan en él tonos verdosos y azulados, mientras que la escena interior está dominada por tonos cálidos. La figura de Isabel muestra cierta rigidez, relacionada quizá con el concepto de majestad tan utilizado en la iconografía imperial.
La figura viste un riquísimo vestido rojo y dorado, con adornos de brocado y pedrería. Se adorna, además, con llamativas joyas, como un collar de perlas con un broche al pecho con piedras preciosas del que cuelga otra perla en forma de lágrima, una sortija en la mano derecha, o un joyel rematando su tocado, un rígido peinado muy de moda en la época compuesto por trenzas. La emperatriz sostiene un libro abierto en su mano izquierda, quizá un misal o libro de oraciones, y mira a un punto lejano con expresión ensimismada.

## Retrato de Carlos e Isabel

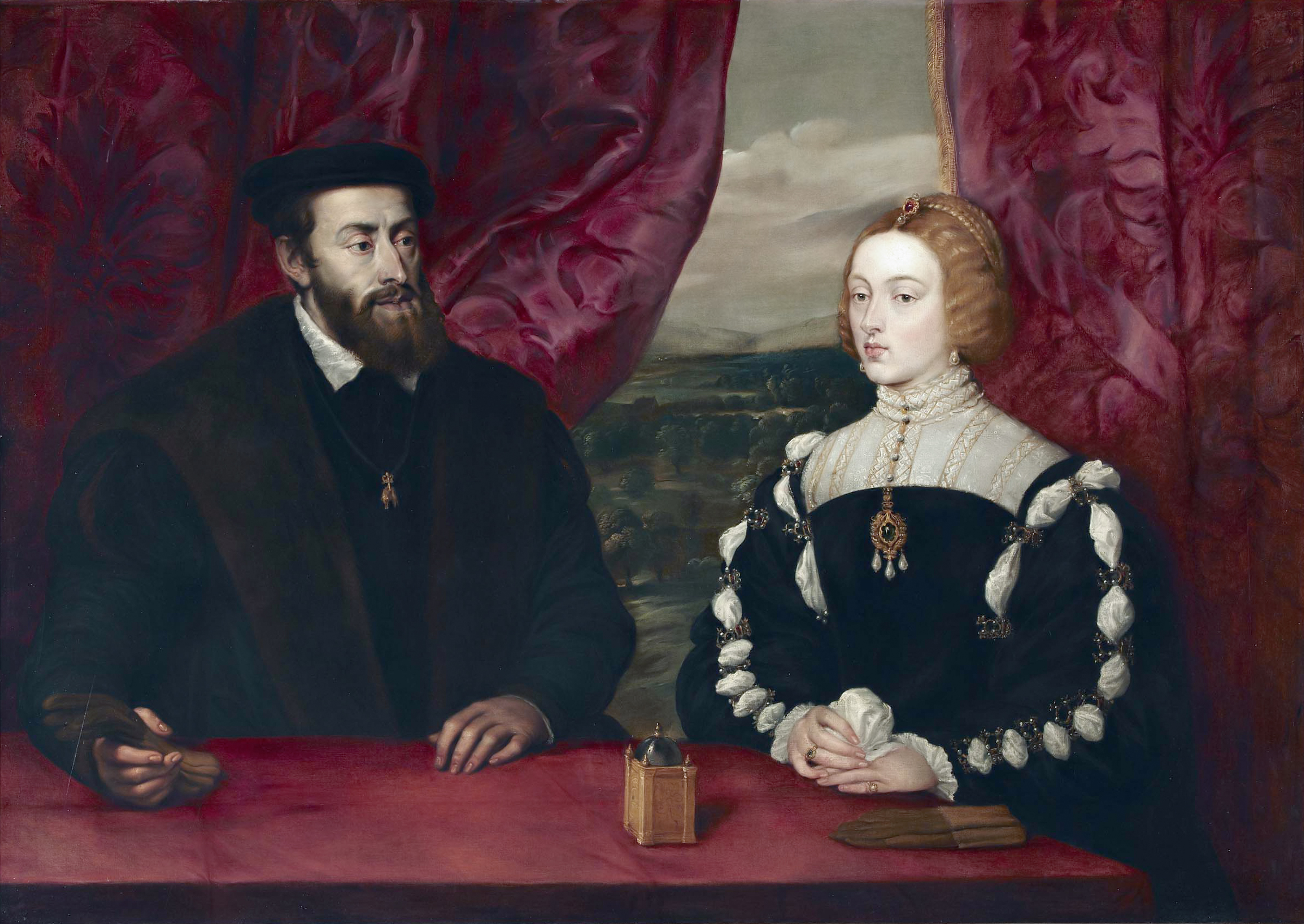
Retrato de Carlos V e Isabel de Portugal, copia de Rubens de un original perdido de Tiziano.

Existe una copia de Rubens de un retrato de la imperial pareja, que habría también realizado inicialmente Tiziano, pero que no se ha conservado dado que este se habría quemado en el Incendio del Real Alcázar de Madrid la Nochebuena y el día de Navidad de 1734. La réplica pertenece a la Casa de Alba y se exhibe en el Palacio de Liria de Madrid.